# Президентские выборы в Того (1998)
Президентские выборы в Того состоялись 21 июня 1998 года. Президент Гнассингбе Эйадема, находящийся у власти с 1967 года, был вновь переизбран, получив по официальным данным 52,1 % голосов. Оппозиция оспаривала официальные данные и заявляла, что победу подержал Жилькрист Олимпио от Союза сил за перемены.

## Результаты
Конституционный суд объявил окончательные результаты 10 июля 1998 года. Эйадема был приведен к присяге 24 июля в Национальном собрании на церемонии, которую оппозиция бойкотировала.
| Кандидат                                                                               | Партия                                        | Голоса    | %    |
| -------------------------------------------------------------------------------------- | --------------------------------------------- | --------- | ---- |
| Гнассингбе Эйадема                                                                     | Объединение тоголезского народа               | 811 837   | 52,1 |
| Жилькрист Олимпио                                                                      | Союз сил за перемены                          | 532 771   | 34,2 |
| Явови Агбоийбо                                                                         | Комитет действия за обновление                | 149 006   | 9,5  |
| Зарифу Айева                                                                           | Партия за демократию и обновление             | 47 078    | 3,0  |
| Леопольд Гнининви                                                                      | Демократическая конвенция африканских народов | 12 715    | 0,8  |
| Жак Амузу                                                                              | Союз независимых либералов                    | 5461      | 0,4  |
| Недействительных/пустых бюллетеней                                                     | Недействительных/пустых бюллетеней            | 28 159    | -    |
| Всего                                                                                  | Всего                                         | 1 587 027 | 100  |
| Зарегистрированных избирателей/Явка                                                    | Зарегистрированных избирателей/Явка           | 2 273 190 | 69,8 |
| Источник: African Elections Database Архивная копия от 6 марта 2013 на Wayback Machine |                                               |           |      |